# Day (Album)
Day (Eigenschreibweise DAY) ist ein Jazzalbum von Rudy Royston und seiner Band Flatbed Buggy. Die im August 2022 in den Teaneck Sound Studios in Paramus, New Jersey, entstandenen Aufnahmen erschienen am 5. Mai 2023 auf Dave Douglas’ Label Greenleaf Music.

## Hintergrund
Im Jahr 2018 hatte der Schlagzeuger Rudy Royston für das Album Flatbed Buggy eine gleichnamige Band zusammengestellt – mit John Ellis an der Bassklarinette, Hank Roberts am Cello, Gary Versace am Akkordeon und Joe Martin am Bass – mit der eine meditative, äußerst an Countrymusik orientierte Platte entstanden war, schrieb Phil Freeman. Mit seinem Album Day setzte Royston diese Arbeit fort.

## Titelliste
- Rudy Royson: Day (Greenleaf Music)

1. Morning 5:31
2. Thank You for This Day 5:26
3. Limeni Village (Hank Roberts) 7:13
4. Look to the Hills 7:00
5. The Mokes 7:25
6. Five-Thirty Strut 7:48
7. Missing You 7:33
8. Keep It Moving 5:47
9. It’s Time to Sleep 1:38
10. A.M. Hours (Joe Martin) 4:18

Wenn nicht anders vermerkt, stammen die Kompositionen von Rudy Royston.

## Rezeption
Nach Ansicht von Dan McClenaghan, der das Album in All About Jazz rezensierte, klingt das Nachfolgealbum ähnlich wie Flatbed Buggy, doch mit etwas mehr Schwung. Mit einem Ohr für die Vergangenheit erinnere der Sound an die Arbeit des Schlagzeugers Chico Hamilton Mitte der 1950er-Jahre mit den Cellisten Nathan Gershman und Fred Katz. Allerdings sei es nicht das Cello, das der Musik die volkstümliche Stimmung verleihe; es sei eher die Kombination aus Akkordeon und Bassklarinette und die luftigen, entspannten Arrangements. Roystons Musik habe eine traumhafte, zeitgenössische Qualität, ähnlich der, die man in Ron Miles’ Werken höre. Es handle sich um eine Ensemble-Aufnahme, bei der Royston subtil und oft zurückhaltend spiele – obwohl er durchaus swinge – und so der Musik bestmöglich gerecht werde.
Bereits das Vorgängeralbum habe sich an der Tradition der afroamerikanischen Streichorchester orientiert und dabei Jazz- und Hillbilly-Blues-Grooves erzeugt, die stark an die Arbeit der Geigerin Regina Carter erinnerten, schrieb Phil Freeman in Ugly Beauty/Stereogum. Dieses neue Album würde dieselben fünf Musiker zu einer aufgedrehteren, aber dennoch äußerst besinnlichen Sammlung von Kompositionen vereinen, die einem losen Thema folgen und einen Tag im Leben unter Quarantäne untermalen sollen.
Die Musik von Rudy Roystons Flatbed Buggy sei sehr ausdrucksstark, aber dennoch unaufdringlich in der Darbietung, schrieb Dave Sumner (Bandcamp) – nicht unähnlich einem einfachen, warmen Lächeln, das den ganzen Morgen verschönern könne. Die Melodien von Day klängen einfach wahnsinnig gut. Der Schlagzeuger befinde sich mit seiner Band [musikalisch] an dem Ort, an dem sich Modern Jazz, Folk und Americana an der Grenze treffen.